# Friedrich Rochleder
Friedrich Rochleder (15. května 1819 Vídeň – 5. listopadu 1874 Vídeň) byl rakouský chemik, který se zabýval především chemií rostlin. V letech 1849 až 1870 působil v Praze.

## Život
Původně měl být stejně jako jeho otec Anton Rochleder lékárníkem, ale nenašel v tomto oboru dostatečné uspokojení. Od roku 1836 studoval na Vídeňské univerzitě lékařství a v roce 1842 získal doktorát. Stejně jako jeho přítel Josef Redtenbacher se pak začal zajímat o chemii a pokračoval ve studiu v Gießenu u Justuse von Liebiga. Liebigovy představy o využití chemie ve fyziologii a zemědělství se doplňovaly s Rochlederovým zájmem o biologii. Po ukončení studia strávil několik měsíců v Paříži a Londýně. V roce 1845 ho ministr hrabě Stadion jmenoval profesorem technické chemie na nově založené Technické akademii ve Lvově. Od roku 1848 byl řádným členem Akademie věd ve Vídni. V roce 1849 se stal profesorem chemie na Univerzitě Karlově v Praze (tehdy Univerzita Karlo-Ferdinandova) a v roce 1870 profesorem obecné a farmaceutické chemie na Vídeňské univerzitě.

## Publikace
Některé z jeho nejvýznamnějších prací:
- Beitrage zur Phytochemie, 1847
- Ueber das Caffein, 1850
- Die Genussmittel und Gewurze in chemischer Beziehung, 1852
- Ueber einige Bitterstoffe, 1853
- Phytochemie, 1854
- Ueber die Bildung der Kohlenhydrate in den Pflanzen, 1854
- Anleitung zur Analyse von Pflanzen und Pflanzentheilen, 1858
- Chemie und Physiologie der Pflanzen, 1858
- Mittheilungen aus dem chemischen Laboratorium zu Prag, 1858
- Untersuchung der reifen Samen der Rosskastanie; Wien, 1862
- Notiz ueber eine Reihe homologer Farbstoffe; Wien, 1863